# Полтавський український пересувний театр сатири «Червоний Перець»
Полтавський український пересувний театр сатири «Червоний Перець» — мандрівний театр, заснований у Полтаві, що діяв 1929—1941 років.

## Загальні відомості
1929 — заснований на початку року в Полтаві. В січні-лютому відбувались організаційні заходи. 24 лютого дав першу виставу в порядку культшефства в 55 роті.
До програми вистав входили скетчі, театралізовані фейлетони, пісні, частівки, танцювальні номери, під назвами «Вогонь по болячках», «Довбнею по голові», «Плутані діла божі» та ін.
Репертуар включав адаптовані до формату пересувного театру малих форм комедії «Рожеве павутиння» Я. Мамонтова, «Постріл» О. Безименського, «Квадратура круга» В. Катаєва (під назвою «Любов учотирьох»).
Серед інших постановок: «Пошилися в дурні» Марка Кропивницького, «Вій» за Остапом Вишнею, вечірки «Стрюччя в побут», «Вогонь по болячках».
Гастролювали на Полтавщині, Харківщині, Сумщині. У 67 населених пунктах дали 125 вистав, на яких побувало близько 40 тис. глядачів.
Актори часто змінювались. За перший рік роботи в трупі побували 50 осіб, але основне ядро складали 10 осіб, які працювали постійно. Станом на кінець 1929 року в театрі працювало 17 акторів, 2 постійних музикантів (піаніст та скрипаль), а також завідувач хореографічною частиною.
Художній керівник театру — Микола Невідомський.
Театр припинив свою діяльність 1941.

## Актори
- Никитенко-Олексієнкова М.